# 茨城県道67号高萩インター線

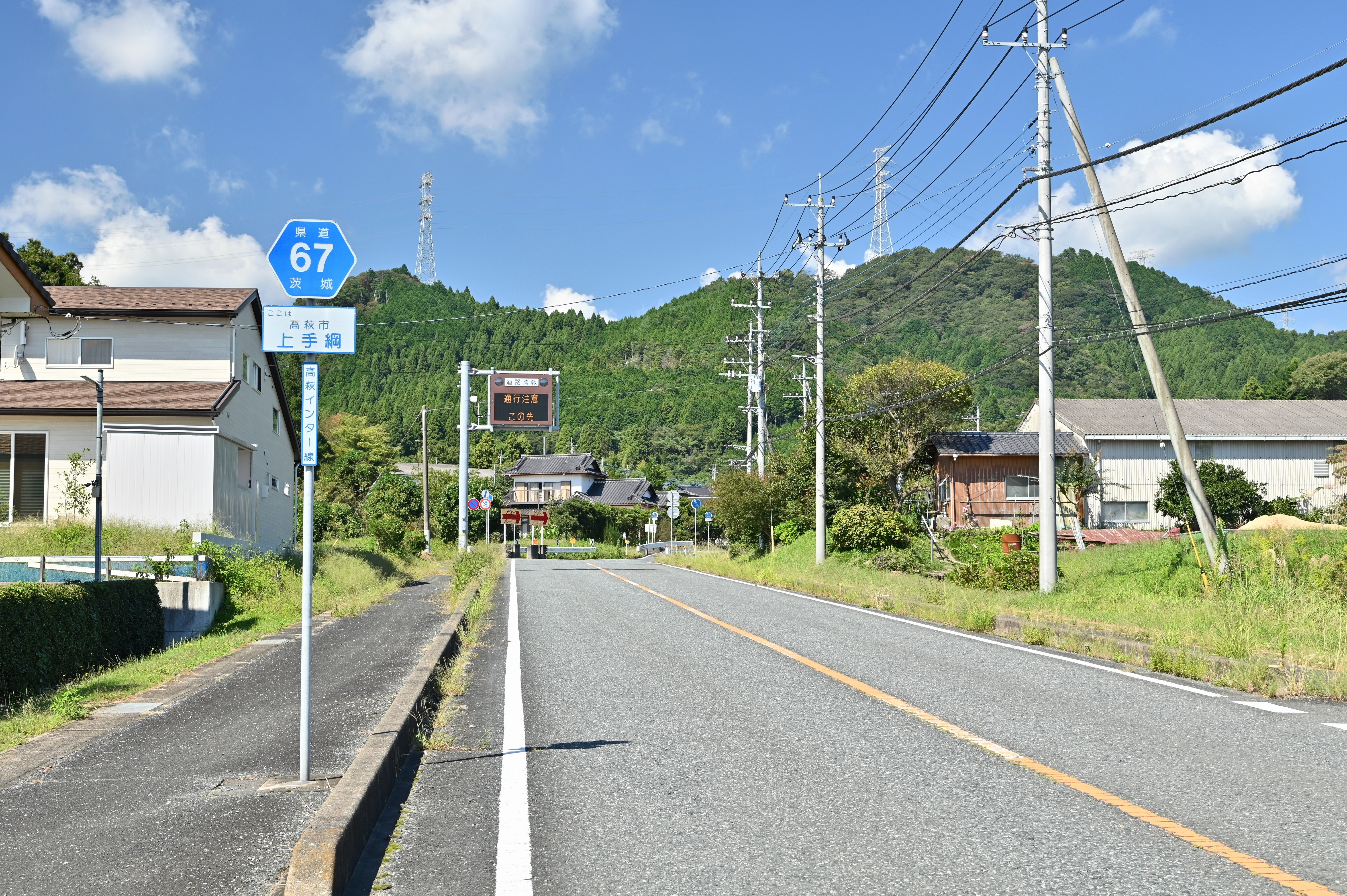
茨城県道67号高萩インター線
高萩市上手綱（2022年9月）

茨城県道67号高萩インター線（いばらきけんどう67ごう たかはぎインターせん）は、茨城県高萩市を通る県道（主要地方道）で常磐自動車道 高萩インターチェンジ (IC) への接続道路でもある。

## 概要
高萩市高戸の国道6号より分岐し、高戸大橋で国道6号とJR常磐線を渡り、高萩市上手綱の高萩ICと茨城県道10号日立いわき線に接続する路線。通称「高萩インター通り」とよばれる。
起点・国道6号との接続部分は、高戸大橋で回り込むようにループして接続する。起点からループ部にかけ、かなり急カーブ・急勾配である。

### 路線データ
- 起点：高萩市大字高戸字権現前362番1地先（国道6号分岐）[1]
- 終点：高萩市大字上手綱字関口2888番2（茨城県道10号日立いわき線・茨城県道111号高萩塙線交点）[1]
- 総延長：5.330 km[2]
- 重用延長：なし[2]
- 未供用延長：なし[2]
- 実延長：5.330 km[2]
- 自動車交通不能区間延長[注釈 1]：なし[2]
- 都市計画道路名：高萩都市計画道路 3・3・10号 高戸上手綱線[3]

## 歴史
1994年（平成6年）4月1日、高萩ICに接続する新規路線として、起点を高萩市大字高戸、終点を同市大字上手綱を終点とする主要地方道高萩インター線（整理番号84）が路線認定された。翌1995年（平成7年）に整理番号67へ変更され現在に至る。

### 年表
- 1981年（昭和56年）9月21日：高萩市大字上手綱地内の都市計画道路 高戸上手綱線の都市計画決定[3]。
- 1988年（昭和63年）3月24日：常磐自動車道高萩インターチェンジが開通。
- 1993年（平成5年）5月11日 - 建設省から、県道高萩塙線の一部が高萩インター線として主要地方道に指定される[4]。
- 1994年（平成6年）4月1日：
  - 高萩インター線（整理番号84）として県道路線認定[5]。
  - 道路の区域は、高萩市大字高戸国道6号分岐から高萩市大字上手綱県道日立いわき線交点までに決定する[1]。
- 1994年（平成6年）5月6日：高萩市大字上手綱地内の一部区間が供用開始される[6]。
- 1995年（平成7年）3月30日：整理番号84から現在の番号（整理番号67）に変更される[7]。
- 2016年（平成28年）2月25日：高萩市下手綱地内の茨城県道111号高萩塙線交点付近（約0.4 km）を4車線化拡幅供用開始[8]。

## 路線状況
国道6号の高戸交差点を曲がり、特徴ある高戸大橋のループを上り、JR常磐線を越えた先に、高萩ICの入口である交差点がある。さらに、常磐自動車道の下をくぐり、ホテルを右手に見ながら進むと、終点である茨城県道10号日立いわき線・茨城県道111号高萩塙線の関口十字路交差点に接続する。
道路法の規定に基づき、高萩市高戸（高戸交差点） - 高萩市上手綱（高萩IC入口）間は、緊急輸送道路として機能を維持するため、災害発生時の被害拡大防止を目的に道路用地内に電柱を建てることが制限されている。

### 通称

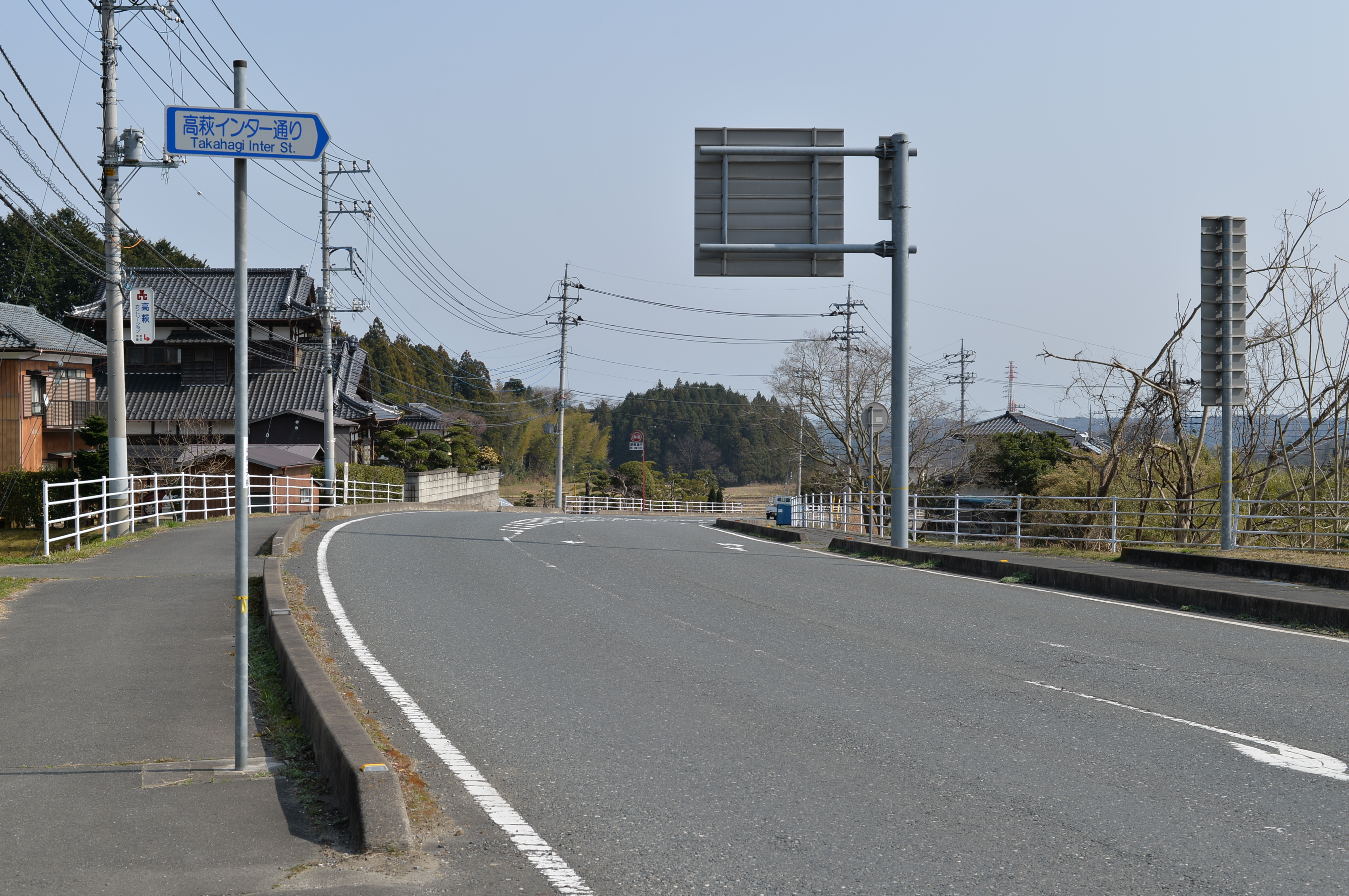
高萩インター通りの標識
（2015年3月）

- 高萩インター通り

### 重複区間
- 茨城県道111号高萩塙線（高萩市下手綱 - 高萩市上手綱）

### 道路施設
- 高戸大橋（高萩市高戸 - 同市下手綱）
起点付近にある国道6号とJR常磐線を跨ぐループ形の道路橋。3径間連続PC中空床版×2＋単純PCポステンT桁×2連＋2径間連続PC中空床版＋3径間連続PC中空床版構造。1988年（昭和63年）竣工。
- 新川側橋（関根前川、高萩市大字上手綱）
- 上関橋（関根川、高萩市大字上手綱）

## 地理
地勢は、路線全体が北茨城台地にあり、東から西に向かってなだらかな勾配で標高が高くなる。下手綱の沿道にスーパーモール高萩があり、さらに西へ進むと田園地帯に入り、左手に茨城県高萩土木事務所がある。

### 通過する自治体
- 高萩市

### 交差する道路
- 国道6号（高萩市高戸・起点）
- 茨城県道111号高萩塙線（高萩市下手綱）
- 常磐自動車道 高萩IC

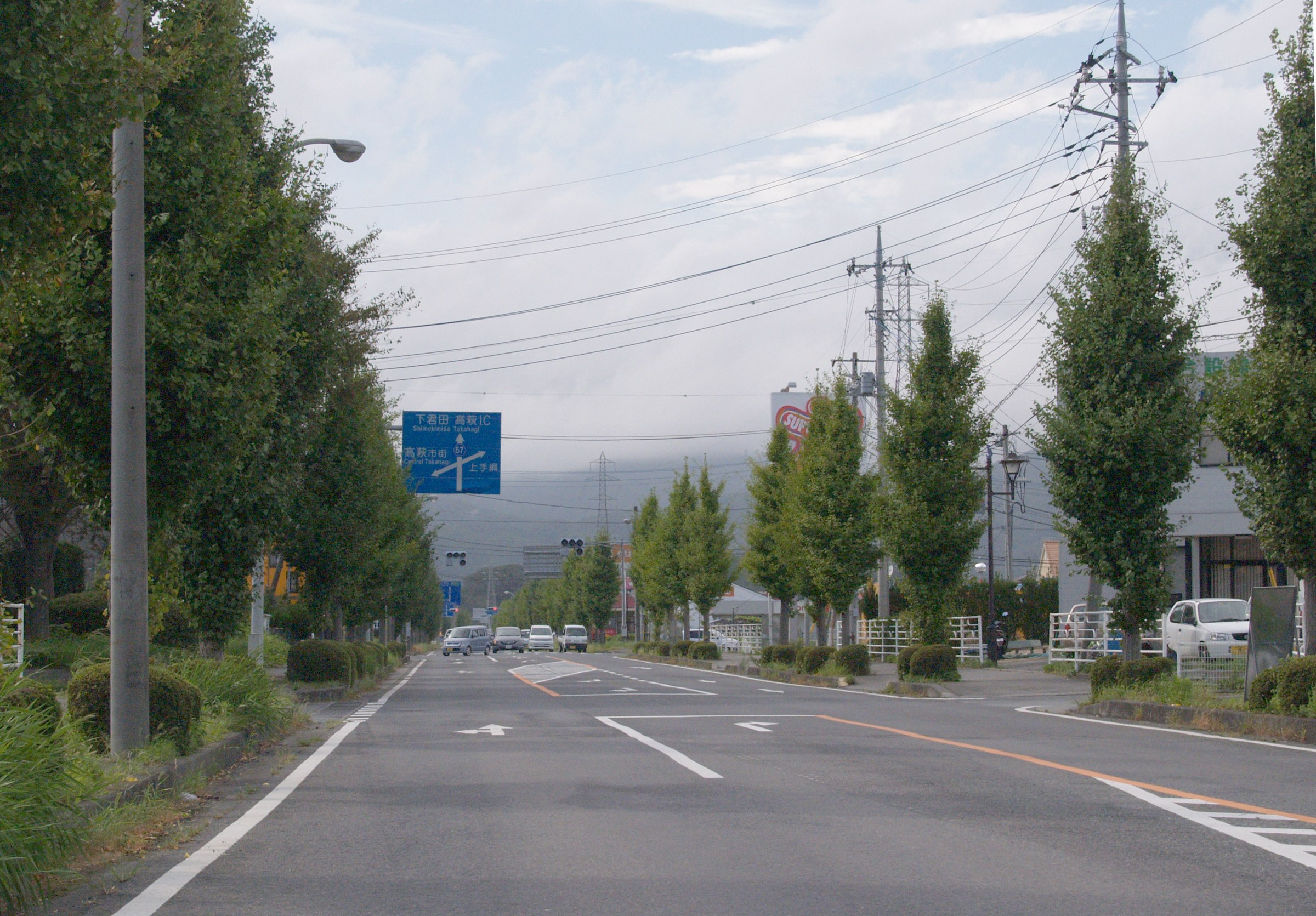
高萩市下手綱のスーパーモール高萩付近（2011年9月）

- 茨城県道10号日立いわき線・茨城県道111号高萩塙線（高萩市上手綱・終点）

### 沿線にある施設など
- スーパーモール高萩（高萩市下手綱）
- 茨城県高萩土木事務所（高萩市下手綱）
- 高萩IC（高萩市上手綱）